# Fredrik Svensson (ishockeyspelare)
Rolf Stefan Fredrik Svensson, född 13 april 1975, är en svensk före detta professionell ishockeyspelare (back). Hans moderklubb är Skå IK. Som 13-åring tog han steget över till Hammarby IF där han spelade hela vägen från pojk- till A-lagshockey under åren 1993-98.
1997 värvades han till Malmö IF som då spelade i Elitserien, men det blev inte någon Elitseriedebut för Svensson den gången. Efter ett halvår i Malmö åkte han tillbaka till Stockholm och avslutade säsongen 97/98 i Hammarby. 1998 spelade han i Skellefteå AIK i Div 1 Norra, men där blev det bara 1 säsong. Följande säsong fick han en ny möjlighet att spela i Elitserien när han skrev ett tvåårskontrakt för Luleå HF. Fredrik spelade 4 säsonger för Luleå (1999–2003) innan han inför säsongen 2003/04 värvades till Leksands IF. Samma år gjorde han debut i Tre Kronor under Ceská Pojištovna Cup samt i Baltica Cup i Moskva. När Leksand åkte ur Elitserien till säsongen 2004/05 stannade Svensson kvar i föreningen och var med att spela upp dem till Elitserien igen. 
Till säsongen 2005/06 lämnar han Sverige för spel i Schweiziska laget Ambri-Piotta. Efter ett kort mellanspel i HPK (Tavastehus i Finland) återkommer han till Ambri-Piotta även säsongen därpå. Sedan följer två säsonger i tyska Grizzly Adams Wolfsburg innan han återkommer till Sverige och Elitserien säsongen 2009/2010. Denna gång för Södertälje SK.
Åren 2010–2012 spelar han för AIK som är tillbaka i Elitserien. 2012/13 återkommer Svensson till Luleå HF som slutar som Europamästare (European Trophy) och tar SM-silver det året. 2013/14 återvänder han till AIK där han gör sin sista säsong i högsta serien som nu har namnet SHL. De kommande åren avslutar han i Hockeyettan-laget IF Vallentuna BK.